# Цилиндропунция Бигелоу
Цилиндропу́нция Би́гелоу, или Цилиндропунция Би́джелоу (ранее был известен как Опу́нция Бигелоу, или Опунция Биджелоу; лат. Cylindropuntia bigelovii) — вид двудольных растений рода Цилиндропунция (Cylindropuntia) семейства Кактусовые (Cactaceae). Впервые описан в 1857 году немецко-американским ботаником Джорджем Энгельманом.

## Распространение и среда обитания
Известна с юго-запада США и северо-запада Мексики. Растёт на освещённых сухих скалистых склонах в пустынях.

## Ботаническое описание

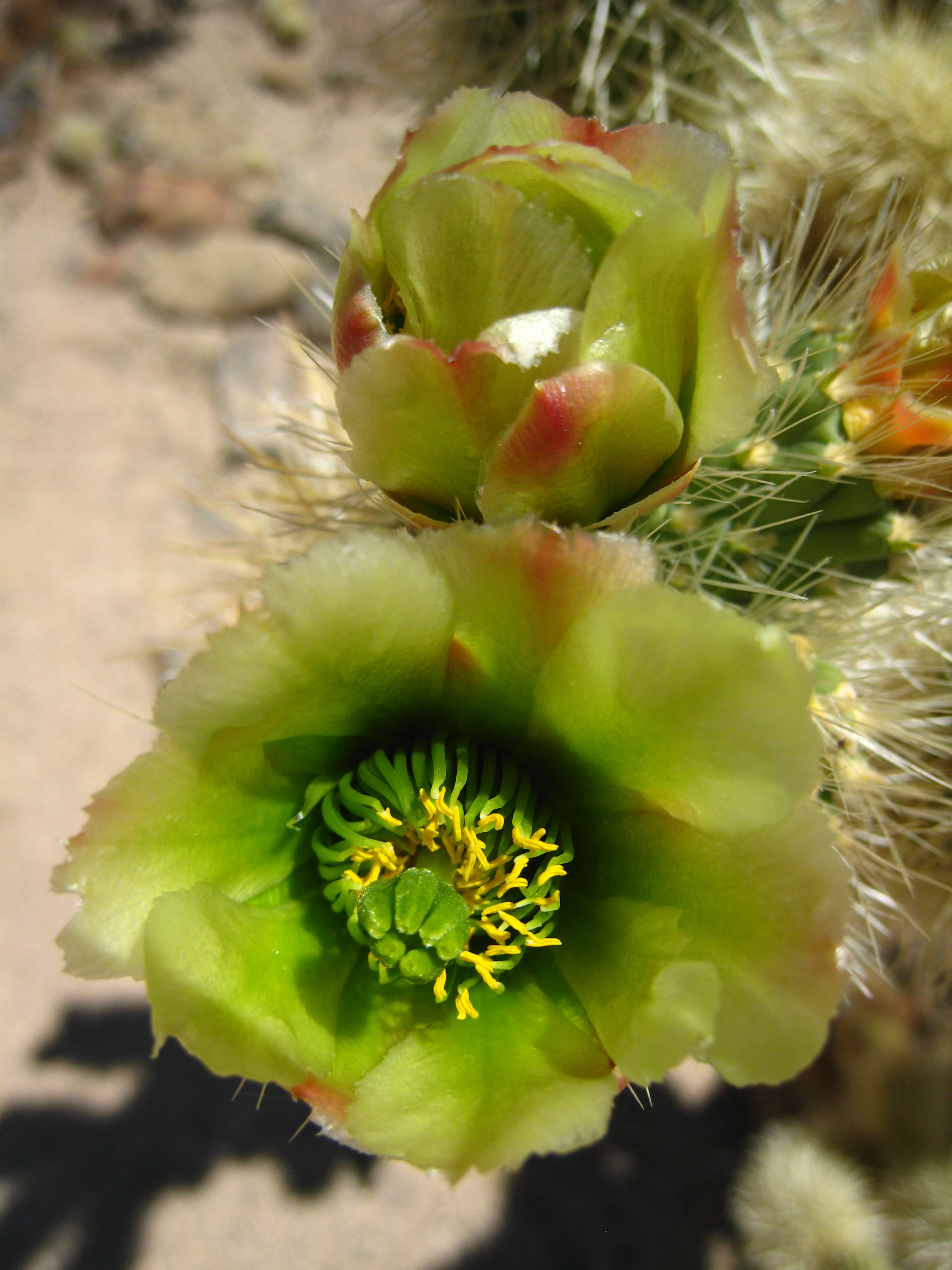
Цветки цилиндропунции Бигелоу

Многолетний кустарник или древовидное растение высотой 1,5—2,8 м.
Колючки плотно размещённые, длиной 2,5 см, от серебристого до золотистого оттенка (у молодых растений) либо чёрные (у старых растений).
Цветки от бледно-зелёного до жёлто-зелёного цвета с белыми или бледно-лиловыми прожилками.
Плоды желтоватые, яйцевидной формы, бугорчатые.
Цветёт с февраля по май.

## Экология
Свои гнездовья на этом растении устраивает обыкновенный кактусовый крапивник (Campylorhynchus brunneicapillus). Хомяки поселяются у колючей цилиндропунции Бигелоу, чтобы обезопасить свои жилища от врагов.

## Синонимы
Синонимичные названия:
- Cylindropuntia bigelovii subsp. ciribe (Engelm. ex J.M.Coult.) U.Guzmán
- Cylindropuntia bigelovii var. ciribe (Engelm. ex J.M.Coult.) Rebman
- Cylindropuntia ciribe (Engelm. ex J.M.Coult.) F.M.Knuth
- Grusonia bigelovii (Engelm.) G.D.Rowley
- Opuntia bigelovii Engelm.basionym
- Opuntia ciribe Engelm. ex J.M.Coult.